# فلوريد التيتانيوم الرباعي
 فلوريد تيتانيوم رباعي  مركب كيميائي له الصيغة TiF4 ، ويكون على شكل مسحوق بلوري أبيض .